# 股旅グラフィティ さらば渡り鳥
「股旅グラフィティ さらば渡り鳥」は、1977年10月25日に ビクターより発売された橋幸夫の134枚目のシングルである（SV-6310）。

## 概要
- 「潮来笠」でデビューした橋幸夫は、多くの股旅物を発表し、初期には1年に複数枚股旅物をリリースしたが、1970年前後から、股旅物は年1枚程度と減少している。特に、これまでの股旅楽曲の多くを作詞していた、明治生まれの恩師佐伯孝夫が老齢化し、新作が困難な状況となる中、作詞家阿久悠と組んでピンク・レディを世に送り出したビクターディレクター飯田久彦によって、「新しい作家による股旅物」が企画された[1]。
- 飯田から「阿久さんが、とても股旅物に興味がある、吉田先生や私（橋）と組んでぜひやってみたい」[1]と橋に伝えられ、これが契機で、オリジナルアルバム「股旅グラフィティ」が制作された。
- アルバムには、従来の佐伯作詞の股旅物をアレンジを変えて収録するとともに、新作股旅物が6曲含まれており、そのA面の1曲めが本作「股旅グラフィティ さらば渡り鳥」で、阿久が橋の股旅物を手がけたのは、これが最初である。作曲は阿久の希望通り、橋の恩師吉田正が手がけた。
- 橋は「阿久悠さんが、（楽曲制作のために）本当にしゃかりきに考えてくれました」と述懐している[1]。
- なお、橋と阿久は、本作より5年前に「何処へ」ですでに共演している。
- アルバム発売の1ヶ月前に、本作はシングルカットされ先行発売となった。
- c/wは「全日本こども音頭 金太が一番」が、同じく阿久悠作詞、吉田正作曲である。ちょうどピンク・レディが売り出し中であり、歌詞の中に「ペッパー警部」や「S・O・S」が登場する。

## 収録曲
1. 股旅グラフィティ さらば渡り鳥
作詞：阿久悠、作・編曲：吉田正
2. 全日本こども音頭 金太が一番
作詞：阿久悠、作曲：吉田正、編曲：寺岡真三

## 共演
- コーラス/若草児童合唱団（全日本こども音頭 金太が一番）

## 収録アルバム
- オリジナルアルバム「股旅グラフィティ」からのシングルカット曲であるため、当該アルバムに収録されている。
- CDでのベストアルバムやCD-BOXへの収録はない。